# Michael E. Porter
Michael E. Porter (Ann Arbor, Michigan 1947) és un economista estatunidenc que se centra en temes d'economia i administració d'empreses.

## Biografia
Actualment és professor a l'Escola de Negocis de la Universitat Harvard (Harvard Business School), on dirigeix l'Institut per a l'estratègia i la competitivitat (Institute for Strategy and Competitive).
Porter és B.A (Bachellor in Arts) en enginyeria mecànica i aeroespacial, per la Universitat de Princeton (1969), MBA per la Universitat Harvard (1971) i Ph.D. en Economia Empresarial (Business Economics) per la Universitat Harvard (1973). La seva principal teoria és gerència estratègica, que estudia com una empresa o una regió poden construir un avantatge competitiu i sobre ella desenvolupar una estratègia competitiva. El 1984 va ser cofundador de Monitor Group, una empresa de consultoria en administració i estratègia. El 1998 va rebre la Creu de Sant Jordi de la Generalitat de Catalunya.

## Obres
Estratègia competitiva
- Porter, M.E. (1979) "How Competitive Forces Shape Strategy", Harvard Business Review, March/April 1979.
- Porter, M.E. (1980) Competitive Strategy, Free Press, New York, 1980. The book was voted the ninth most influential management book of the 20th century in a poll of the Fellows of the Academy of Management.[1]
- Porter, M.E. (1985) Competitive Advantage, Free Press, New York, 1985.
- Porter, M.E. (ed.) (1986) Competition in Global Industries, Harvard Business School Press, Boston, 1986.
- Porter, M.E. (1987) "From Competitive Advantage to Corporate Strategy", Harvard Business Review, May/June 1987, pp 43–59.
- Porter, M.E. (1996) "What is Strategy", Harvard Business Review, Nov/Dec 1996.
- Porter, M.E. (1998) On Competition, Boston: Harvard Business School, 1998.
- Porter, M.E. (1990, 1998) "The Competitive Advantage of Nations", Free Press, New York, 1990.
- Porter, M.E. (1991) "Towards a Dynamic Theory of Strategy", Strategic Management Journal, 12 (Winter Special Issue), pp. 95–117. http://onlinelibrary.wiley.com/doi/10.1002/smj.4250121008/abstract
- McGahan, A.M. & Porter, M.E. Porter. (1997) "How Much Does Industry Matter, Really?" Strategic Management Journal, 18 (Summer Special Issue), pp. 15–30. http://onlinelibrary.wiley.com/doi/10.1002/(SICI)1097-0266(199707)18:1%2B%3C15::AID-SMJ916%3E3.0.CO;2-1/abstract
- Porter, M.E. (2001) "Strategy and the Internet", Harvard Business Review, març 2001, pp. 62–78.
- Porter, M.E. & Kramer, M.R. (2006) "Strategy and Society: The Link Between Competitive Advantage and Corporate Social Responsibility", Harvard Business Review, desembre 2006, pp. 78–92.
- Porter, M.E. (2008) "The Five Competitive Forces That Shape Strategy", Harvard Business Review, gener 2008, pp. 79–93.
- Porter, M.E. & Kramer, M.R. (2011) "Creating Shared Value", Harvard Business Review, Jan/Feb 2011, Vol. 89 Issue 1/2, pp 62–77
- Porter, M.E. & Heppelmann, J.E. (2014) "How Smart, Connected Products are Transforming Competition", Harvard Business Review, novembre 2014, pp 65–88

Cura de la salut domèstica
- Porter, M.E. & Teisberg, E.O. (2006) "Redefining Health Care: Creating Value-Based Competition On Results", Harvard Business School Press, 2006.
- Berwick, DM, Jain SH, and Porter ME. "Clinical Registries: The Opportunity For The Nation." Arxivat 2011-05-17 a Wayback Machine. Health Affairs Blogs, maig 2011.

Cura de la salut global
- Jain SH, Weintraub R, Rhatigan J, Porter ME, Kim JY. "Delivering Global Health". Student British Medical Journal 2008; 16:27.[1]
- Kim JY, Rhatigan J, Jain SH, Weintraub R, Porter ME. "From a declaration of values to the creation of value in global health: a report from Harvard University's Global Health Delivery Project". Global Public Health. 2010 Mar; 5(2):181-8.
- Rhatigan, Joseph, Sachin H Jain, Joia S. Mukherjee, and Michael E. Porter. "Applying the Care Delivery Value Chain: HIV/AIDS Care in Resource Poor Settings." Harvard Business School Working Paper, No. 09-093, febrer 2009.